# Vällingskärs fjärden
Vällingskärs fjärden är en fjärd i Finland. Den ligger i Korpo i landskapet Egentliga Finland, i den sydvästra delen av landet, 190 km väster om huvudstaden Helsingfors.
Vällingskärs fjärden avgränsas av Tjärukobben och Stora Rönnskär i norr, Moringharu och Tvisingskär i öster samt Vällingskär i söder. Den ansluter till Kvigharu fjärden i väster, Jungfruharu fjärden i öster och Västerfjärden i sydöst.